# Брад Гузан
Брадли Едуин „Брад“ Гузан (на английски: Bradley Edwin 'Brad' Guzan, фамилията Гузан на полски) е американски професионален футболист, вратар от полски произход. От 2008 г. е играч на английския Астън Вила. Висок е 193 см.